# Karl Friedrich Heinrich Credner
Karl Friedrich Heinrich Credner (Waltershausen, 1809 – Halle, 1876) è stato un geologo tedesco.
Padre di Carl Hermann Credner e Rudolf Credner, a lui e al reverendo Karl August Credner è stato dedicato il genere botanico Credneria.

## Opere
- Uber die Gliederung der oberen Juraformation und der Wealden-Bildung im nordwestlichen Deutschland. Prag 1863
- Übersicht der geognostischen Verhältnisse Thüringens und des Harzes begleitet von einer geognostischen Karte. Gotha 1843
- Geognostische Karte des Thüringer Waldes, 4 Blätter, 1855